# Giacomo de’ Rossi (Bischof)

Wappen der Rossis von Parma.

Giacomo de’ Rossi (* vor 1363, Parma; † 30. März 1418, San Secondo) war ein katholischer Bischof in Italien.

## Biografie
Der Sohn von Bertrando de’ Rossi Junior und Eleonora Rossi, sowie Bruder von Pier Maria I. de’ Rossi, wurde vor 1363 geboren und studierte seit seiner Jugend Literatur, Philosophie und heilige Schriften. 1387 erhielt er von Gian Galeazzo Visconti den Auftrag, an der Universität Pavia kanonisches Recht zu lesen, und wurde so von ihm zum Berater ernannt.
Nach der Eroberung von Verona und der Vertreibung der Scaliger ließ Visconti den Bischof von Verona, Pietro della Scala, absetzen, ihn in das Bistum Lodi versetzen und Giacomo am 21. April 1388 auf seinem Posten einsetzen. Später nahm Giacomo an der Krönung Viscontis zum Herzog von Mailand (1395) teil, und erhielt von ihm die Bestätigung seiner Besitzungen und Lehen in der Provinz Parma (die er damals gemeinsam mit seinem Bruder Pier Maria I. führte) als Gegenleistung für die Zahlung des Zehnten an das Herzogtum Mailand durch das Bistum Verona. Das Eigentum an den Lehen in der Provinz Parma wurde 1400 durch Papst Bonifatius IX. bestätigt.
Giacomo sollte das Bistum Verona fast 20 Jahre lang leiten, bis die Stadt 1405 in die Hände der Republik Venedig fiel. Da Giacomo mit den Mailändern verbunden war, baten die Venezianer Papst Innozenz VII., ihn abzusetzen und ihn in eine andere Diözese zu versetzen. Der Papst gab ihrer Bitte statt und 1406 wurde Giacomo zum  Bischof von Luni ernannt.
Dennoch zog Rossi nicht in die neue Diözese, weil er zusammen mit seinem Bruder Pier Maria I. mit der Verteidigung seiner Besitzungen in der Provinz Parma gegen die Expansionsgelüste von Ottobuono de’ Terzi beschäftigt war, der zwischenzeitlich die beiden Brüder als öffentliche Feinde der Stadt Parma definiert hatte.
In dieser Zeit lebte Giacomo vorwiegend am Hof von Mailand und legte das Castello di Felino als seine Residenz in der Provinz Parma fest, während Pier Maria I. sich in San Secondo niederließ, wo er ein paar Jahre vorher mit dem Bau der Rocca dei Rossi hatte beginnen lassen.
Als Ottobuono de’ Terzi 1409 im Hinterhalt von Rubiera ermordet worden war, schickte man seinen Schädel an Giacomo, der, als er ihn denn erhalten hatte, entsetzt über dieses Vorgehen, anordnete, Gebete und Messen im Bedauern für seinen schlimmsten Feind anordnete.
Anderen Quellen zufolge waren es gerade die beiden Brüder, die um den Kopf baten, um ihn auf dem Turm des Castello di Felino als Zeichen der Rache für denjenigen, der versucht hatte, die Rossis von Parma auszurotten, auszustellen.
Giovanni wurde 1410 zum Gouverneur der Mark Ancona gewählt und nahm am Konzil von Konstanz teil, wo er für den Johannes XXIII. als Gegenpapst stimmte und von diesem am 6. März 1415 zum Erzbischof von Neapel ernannt wurde, ein Amt, das er bis zu seinem Tod bekleidete.
Er starb am 30. März 1418 in San Secondo und hinterließ seinem jüngeren Bruder Pier Maria I. die Verwaltung der Lehen der Familie.